# Списак угрожених места Светске баштине
Ово је листа 30 места која је Комитет за Светску баштину одлучио да укључи у листу Светске баштине у опасности. Године у заградама показују када је Комитет за Светску баштину додао место на листу.

## Авганистан
- Буде из Бамијана (2003)
- Џамски минарет (2002)

## Азербејџан
- Зидине Бакуа (2003)

## Централноафричка Република
- Маново-Гунда Ст. Флорис Национални парк (1997)

## Чиле
- Хумберстон и Санта Лаура фабрика шалитре (2005)

## Обала Слоноваче
- Национални парк Комое (2003)
- Строги резерват природе планине Нимба (1992)

## ДР Конго
- Национални парк Гарамба (1996)
- Национални парк Кахузи-Биега (1997)
- Okapi резерват (1997)
- Национални парк Салонга (1999)
- Национални парк Вирунга (1994)

## Еквадор
- Острва Галапагос (2007)

## Египат
- Абу Мена (2001)

## Етиопија
- Национални парк Семијен (1996)

## Немачка
- Дрезден Елба долина (2006)

## Гвинеја
- Строги резерват природе планине Нимба (1992)

## Индија
- Резерват за животиње Манас (1992)

## Иран
- Арг-е Бам (2004)

## Ирак
- Асур (2003)
- Самарра (2007)

## Израел
- Стари град и зидине Јерусалима (1982)

## Нигер
- Природни резерват Ер и Тенере (1992)

## Пакистан
- Тврђава Лахор и Шаламар башта (2000)

## Перу
- Чан Чан археолошка зона (1986)

## Филипини
- Пиринчане терасе Банауе (2001)

## Сенегал
- Национални парк Ниоколо-Коба (2007)

## Србија
Средњовековни споменици на Косову: 
- Манастир Дечани,
- Пећка патријаршија,
- Грачаница
- Богородица Љевишка (2006)

## Танзанија
- Рушевине Килва Кисивани и Сонго Мнара (2004)

## Венецуела
- Коро и лука (2005)

## Јемен
- Забид (2000)

## Места која су раније била на листи
Ово је листа места која су раније била на листи угрожених места Светске баштине.
- Котор, Црна Гора (1979–2003)
- Djoudj National Bird Sanctuary, Сенегал (1984–1988)
- Ngorongoro Conservation Area, Танзанија (1984–1989)
- Royal Palaces of Abomey, Бенин (1985–2007)
- Bahla Fort, Оман (1988–2004)
- Wieliczka Salt Mine, Пољска (1989–1998)
- Тимбукту, Мали (1990–2005)
- Дубровник, Хрватска (1991–1998)
- Плитвице, Хрватска (1992–1997)
- Srebarna Nature Reserve, Бугарска (1992–2003)
- Ангкор, Камбоџа (1992–2004)
- Национални парт Сангаи, Еквадор (1992–2005)
- Национални парк Еверглејдс, САД (1993–2007)
- Национални парк Јелоустоун, САД (1995–2003)
- Ichkeul National Park, Тунис (1996–2006)
- Río Platano Biosphere Reserve, Хондурас (1996–2007)
- Бутринт, Албанија (1997–2005)
- Национални парк Игуазу, Бразил (1999–2001)
- Rwenzori Mountains National Park, Уганда (1999–2004)
- Хампи, Индија (1999–2006)
- Djoudj National Bird Sanctuary, Сенегал (2000–2006)
- Типаса, Алжир (2002–2006)
- Долина Катманду, Непал (2003–2007)
- Катедрала у Келну, Немачка (2004–2006)